# Денуайе, Огюст
Огюст Гаспар Луи Денуайе, барон Буше-Денуайе (фр. Auguste Gaspard Louis Desnoyers; 19 декабря 1779, Париж — 16 февраля 1857, Париж) — французский гравёр, художник. Член французской Академии изящных искусств (с 1816).

## Биография
Учился с 12 лет искусству гравирования у Пьера Тардьё и рисунку у Гийома Гийон-Летьера в парижской Школе изящных искусств.
Уже в 1796 году представил ряд замечательных работ. Его шедевром считается гравюра на меди с картины «Прекрасная садовница» (1804) в Лувре, созданной Рафаэлем.

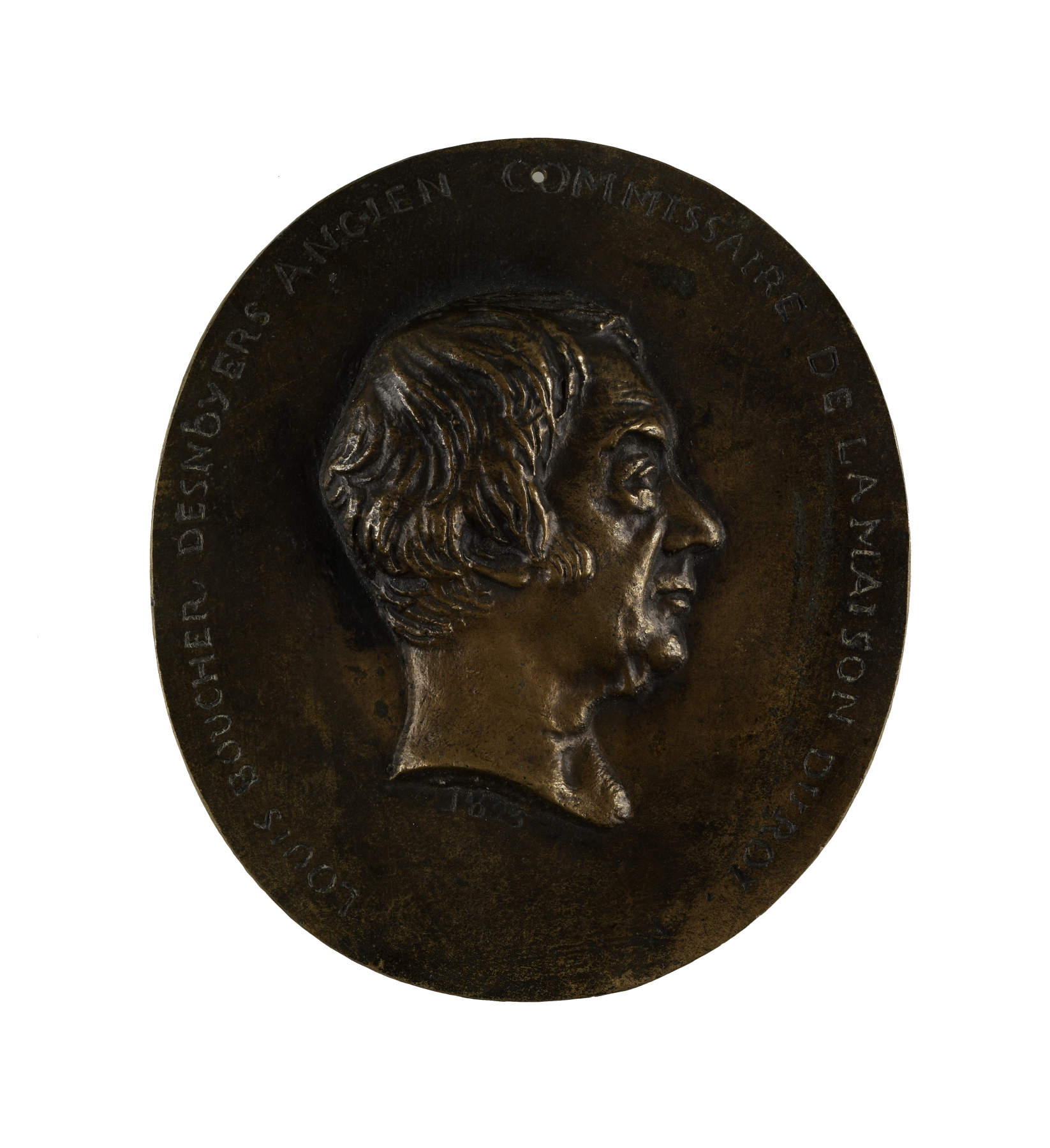
Давид д’Анже. Памятная медаль О. Денуайе

В 1799 году впервые выставлялся в Салоне.
В 1806 году он получил большую золотую медаль за свою гравюру знаменитой античной камеи с портретом Птолемея II Филадельфа и Арсинои, принадлежащей императрице Жозефине Богарне (камея ныне находится в музее Эрмитаж в Санкт-Петербурге).
Высоко оценен также был его портрет Наполеона Бонапарта в коронационном наряде (1808), выгравированный им с полотна Франсуа Жерара, предназначенный для распространения среди дворов иностранных владык. Эта гравюра была выставлена в Салоне 1810 года, за неё О. Денуайе получил денежную награду, с возвратом гравюры после 600 показов.
В 1821 году издал сборник под заглавием: «Recueil d’estampes gravées d’après des peintures antiques italiennes», содержащий в себе 34 листа с изображениями памятников античной живописи и картин итальянской школы, гравированными отчасти самим издателем, отчасти другими, по рисункам, которые были сделаны им в Италии в 1818—1819 гг.
В 1825 году О. Денуайе был назначен главным гравёром короля Франции Карла X, пожаловавшего в 1828 году Денуайе титулом барона. В январе 1855 года он был удостоен прусского ордена Pour le Mérite.

## Гравюры О. Денуайе

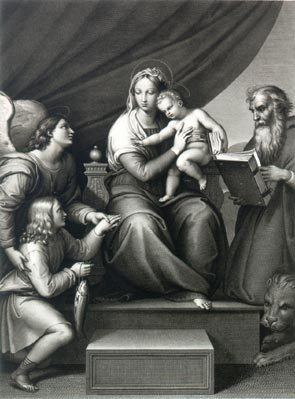
Мадонна с картины Рафаэля Санти (1822)
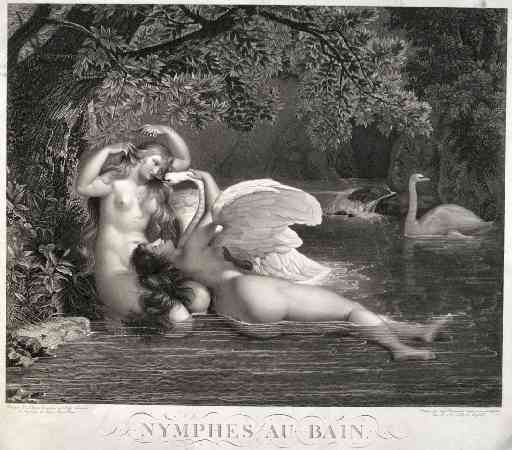
Нимфы с картины
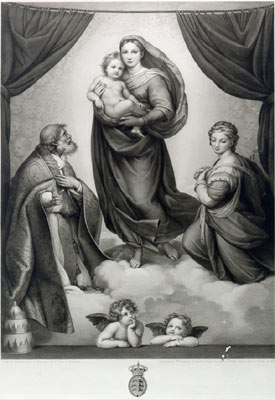
Сикстинская мадонна с картины Рафаэля Санти (1841)
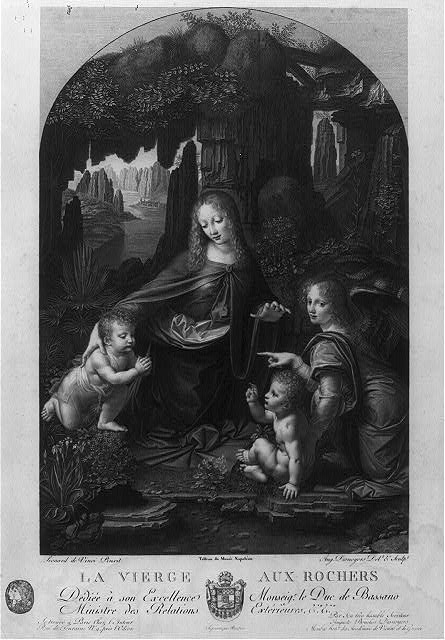
Мадонна в скалах с картины Леонардо да Винчи
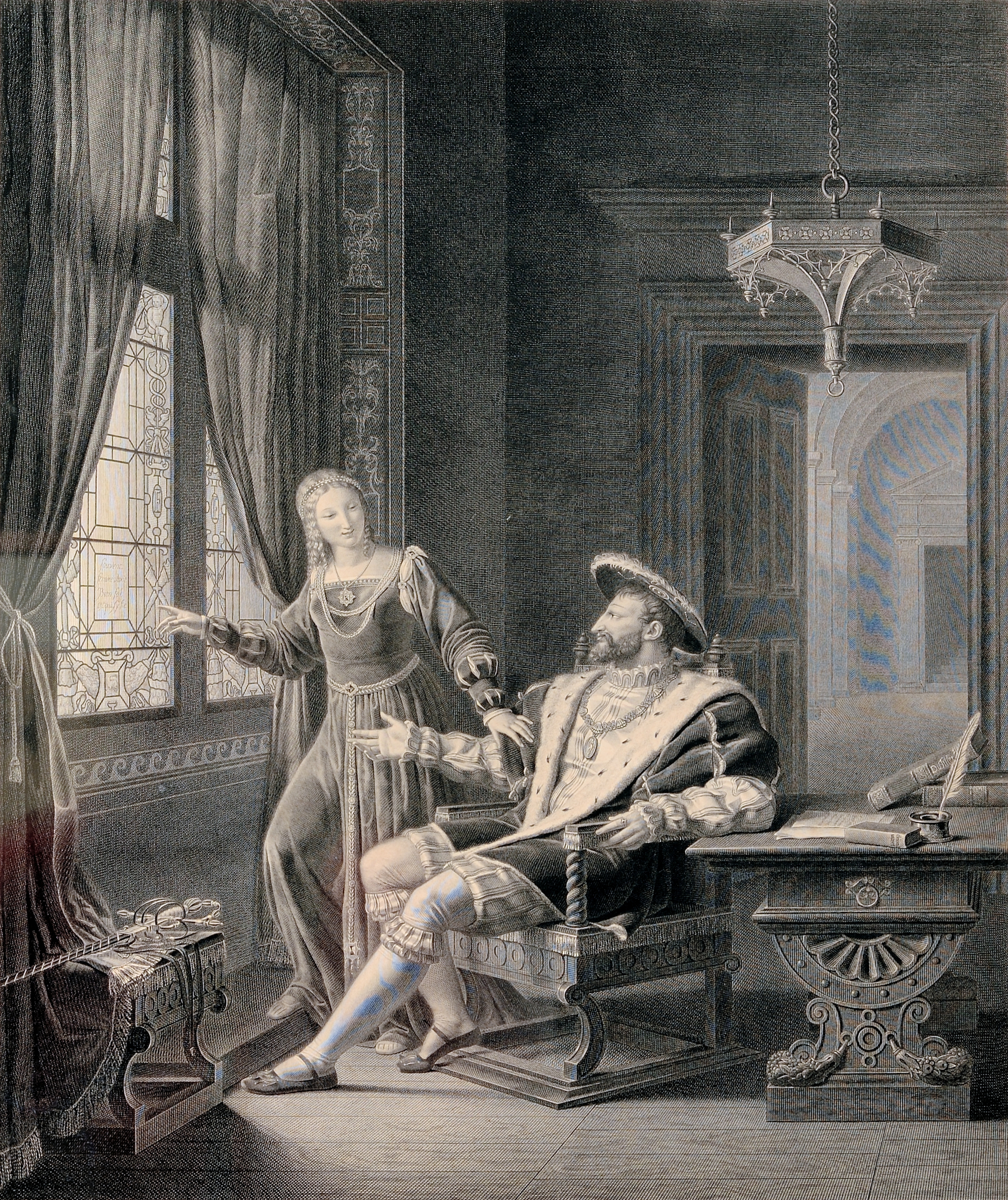
Франциск I и Маргарита Наваррская с картины  Ф. Ришара (1817)